# Северные Улянды
Северные Улянды — озеро у деревни Улянды в Ташбулатовском сельсовете Абзелиловского района Башкортостана. Находится в 8 км к западу от села Кирса, рядом с деревней Улянды, между реками Аналык и Малый Кизил. Классифицируется как солёное и бессточное. В засушливое время наблюдается заболачивание озера. Площадь поверхности — 3 км². Объём воды — 4,8 млн м³.

## География
В окрестностях озера произрастают берёзовые леса, значительную площадь занимают луговые степи. Восточный и западный берега озера крутые, остальные пологие. У побережья озера встречаются заросли озёрного камыша, осоки, узколистного рогоза, пронзённолистного редеста. В озере обитают кряква, кулик, красноголовый нырок, серощёкая поганка, озёрная чайка.